# 東家幸楽
東家 幸楽（あずまや こうらく、1910年4月1日 - 1997年1月20日）は、浪曲師。本名∶坂野井 佐忠次。